# یورینوسور
یورینوسور(نام علمی: Eurhinosaurus) نام یک سرده از تیره قلمی‌بالگان است.